# Xantfos
Xantfos is een organofosforverbinding die afgeleid is van de heterocyclische verbinding xantheen. Het is een kleurloze vaste stof.

## Synthese
Xantfos wordt bereid via een dubbele gestuurde lithiëring van 9,9-dimethylxantheen met sec-butyllithium, gevolgd door een reactie met chloordifenylfosfine.

## Toepassingen
De verbinding wordt gebruikt als bidentaat ligand. Vooral vanwege de zeer grote kaakbreedte kunnen interessante complexen gevormd worden. Het ligand vindt toepassing in onder andere de hydroformylering van alkenen. Een typisch voorbeeld waarin de grote kaakbreedte tot uiting komt is het vermogen van xantfos om zowel cis- als trans-complexen te vormen met platina(II)chloride. Een verwant bidentaat ligand met een nog grotere kaakbreedte is spanfos.
Verder wordt xantfos ingezet bij de synthese van palladiumgekatalyseerde C-N-koppelingsreacties van 3-broomthiofeenderivaten met 2-aminopyridines en bij de rutheniumgekatalyseerde alkylering van actieve methyleenverbindingen met alcoholen.